# Col d'Aumar
Le col d'Aumar est un col de montagne pédestre des Pyrénées à 2 374 mètres d'altitude dans le département français des Hautes-Pyrénées, en Occitanie.
Il se trouve dans la vallée de Port Bielh Bastan en vallée d'Aure dans la réserve du Néouvielle.

## Toponymie
Aumar signifie « eau de mer ».

## Géographie
Le col d'Aumar est situé entre le pic d'Aumar (2 578 m) au nord-ouest et le pic d'Anglade (2 511 m) au sud-ouest sur la crête d'Estibère.
Il surplombe au sud-ouest le lac d'Aumar (2 192 m) et le lac de l'Île (2 278 m) au nord.

## Protection environnementale
Le col fait partie d'une zone naturelle protégée, classée ZNIEFF de type 1 : réserve du Néouvielle et vallons de Port-Bielh et du Bastan.

## Voies d'accès
Le versant nord est accessible depuis la cabane de l'Oule, extrémité nord du lac de l'Oule et par le versant sud depuis le parking du lac d'Aumar par le sentier de grande randonnée GR 10 en direction du col.